# Grande marche de glace de Sibérie
Guerre civile russe

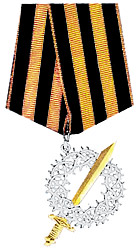
Médaille commémorative « Pour la campagne de Sibérie ».

La grande marche de glace de Sibérie (en russe : Великий Сибирский Ледяной поход, Veliki Sibirski Ledianoï pokhod) est le nom donné à la retraite, en plein hiver sibérien, des Armées blanches de Vladimir Kappel, durant la guerre civile russe, en janvier-février 1920.
Après l'abandon de Omsk et Tomsk par les armées de l'amiral Koltchak, chef suprême du gouvernement provisoire de la Russie, ces armées se replièrent vers l'est le long du chemin de fer Transsibérien. Elles s'arrêtèrent sur les rives du lac Baïkal, près d'Irkoutsk. Poursuivies par l'Armée rouge, les Armées blanches, pour s’échapper vers la Chine, au sud, durent passer par le lac Baïkal complètement gelé. On parle de 30 000 soldats des Armées blanches, de leurs familles et de tous leurs biens ainsi que d’une partie de l’or du Tsar, ayant essayé de traverser le lac Baïkal.
Comme dans l'Arctique, les vents très froids soufflèrent, et nombreux furent ceux qui, parmi les réfugiés militaires ou civils, moururent gelés. Leurs corps restèrent gelés sur le lac dans une sorte de tableau macabre tout au long de l'hiver de 1919-20. Avec l'arrivée du printemps, les cadavres gelés et tous leurs biens disparurent au fond du lac, profond de plus de 1 600 m.